# 乗車促進音
乗車促進音（じょうしゃそくしんおん）とは、鉄道駅において乗降中の利用者に、列車が発車することを発車ベルもしくは発車メロディに代えて伝えるシステムである。乗降促進音とも呼ばれる。

## 概要
発車ベル・発車メロディが駅構内のスピーカーから流れるものを指すのに対し、乗車促進音は車両に搭載されているスピーカーから流れる、発車ベル・発車メロディの補助的な役割をするシステムのことを指す。
乗降客が多く、発車ベル・発車メロディを扱った後も乗降が続いている場合や、ワンマン運転、事故、放送設備の故障等、何らかの事情により発車ベル・発車メロディを扱うことが難しい場合に、乗務員が乗務員室内にあるスイッチを操作することによってメロディ・チャイム・ブザー・アナウンス等を流し、乗車を促すものである。

## 使用事例
東日本旅客鉄道（JR東日本）東京支社（現・首都圏本部）は、2018年8月から半年間、常磐線（常磐緩行線）の亀有駅から取手駅までの区間において、発車メロディを使用せず乗車促進音のみを使用することで駆け込み乗車を減らすことができるかを検証する実証実験を行った。その結果、最大3割ほど駆け込み乗車が減少するなど一定の効果が見られたとして、2019年3月16日のダイヤ改正時から本実施している。実験段階では、同線を走るJR東日本E233系2000番台・東京メトロ16000系・小田急4000形の3車種からはそれぞれの事業者固有の音声しか流すことができなかったが、本実施以降はすべての車両からJR仕様の音声が流せるようになっている。